# 길수익 효자비
길수익 효자비는 대한민국 경기도 여주시 세종대왕면 왕대리에 있다. 1996년 3월 28일 여주시의 향토유적 제15호로 지정되었다.

## 개요
조선 인조대의 효자로 야은(冶隱) 길재(吉再)의 7세손이다. 1629년(인조 7) 4월 아버지를 모시고 마을 사람들과 함께 대동 놀이차 고기잡이를 나갔다가 배가 침몰되어 자신은 겨우 탈출하였으나 아비가 나오지 못한 것을 알고는 물로 다시 뛰어 들어가 아비를 안고 나오다가 미처 언덕에 오르기도 전에 힘이 빠져 죽고 말았다. 유림의 정려 상소와 경기도관찰사의 계문에 따라 1670년(현종 11) 고향인 능서면 왕대리 왕터마을에 정려문이 하사되었으며, 1828년(순종 28)과 1932년의 2번에 걸쳐 정려각을 중수하였다. 그리고 1966년 효자비(향토유적 제15호)도 다시 세웠다.

## 갤러리

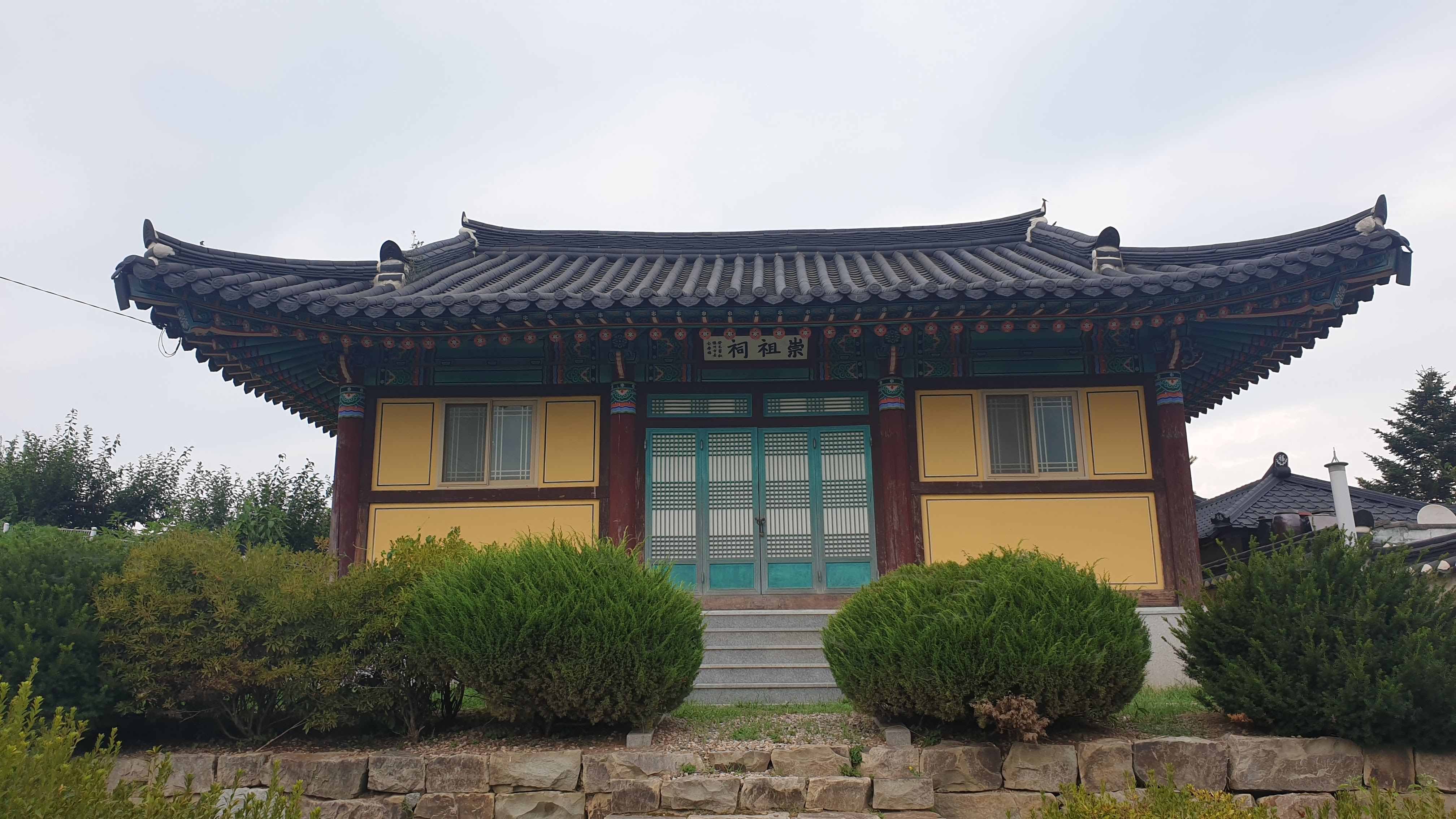
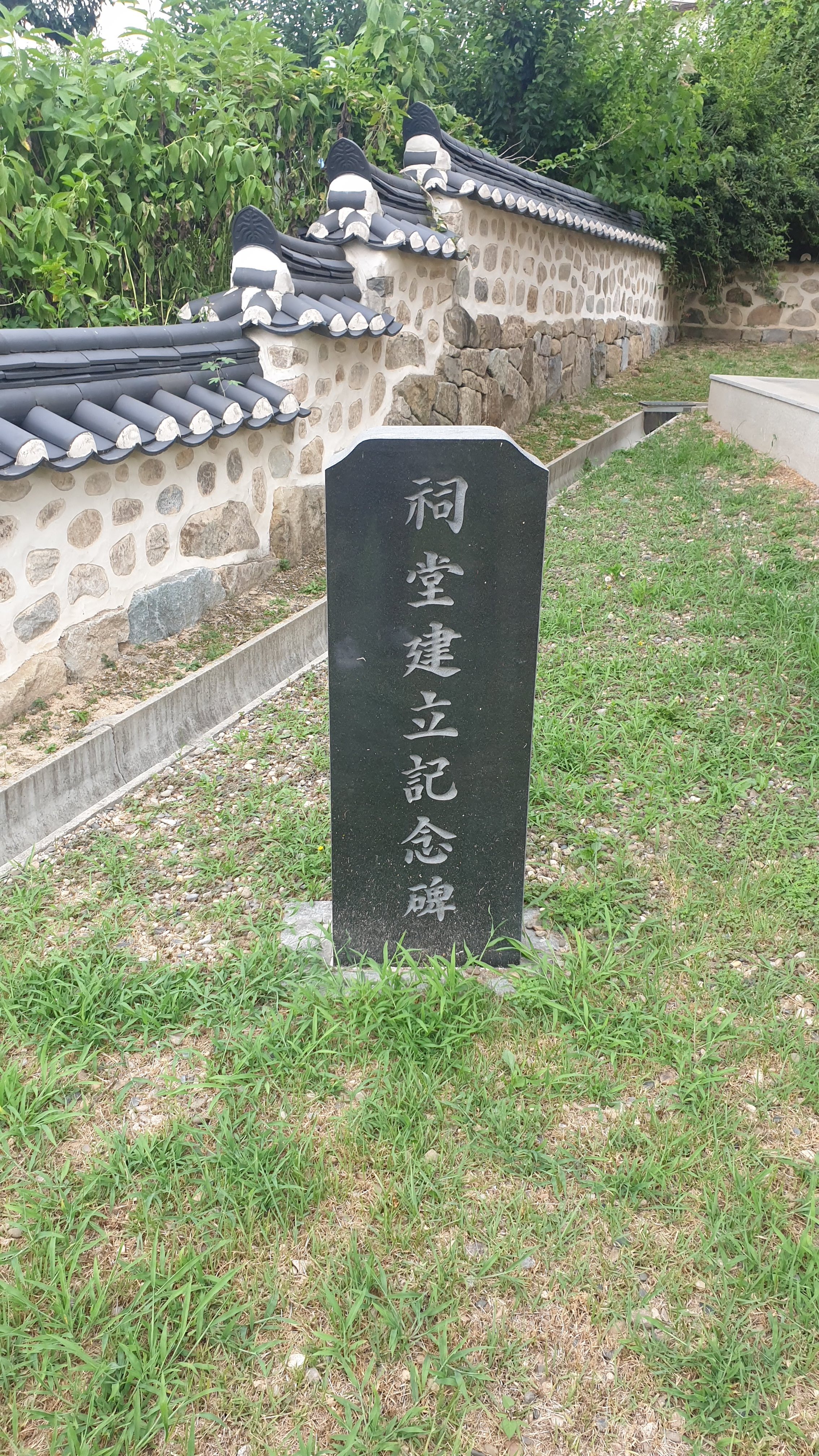
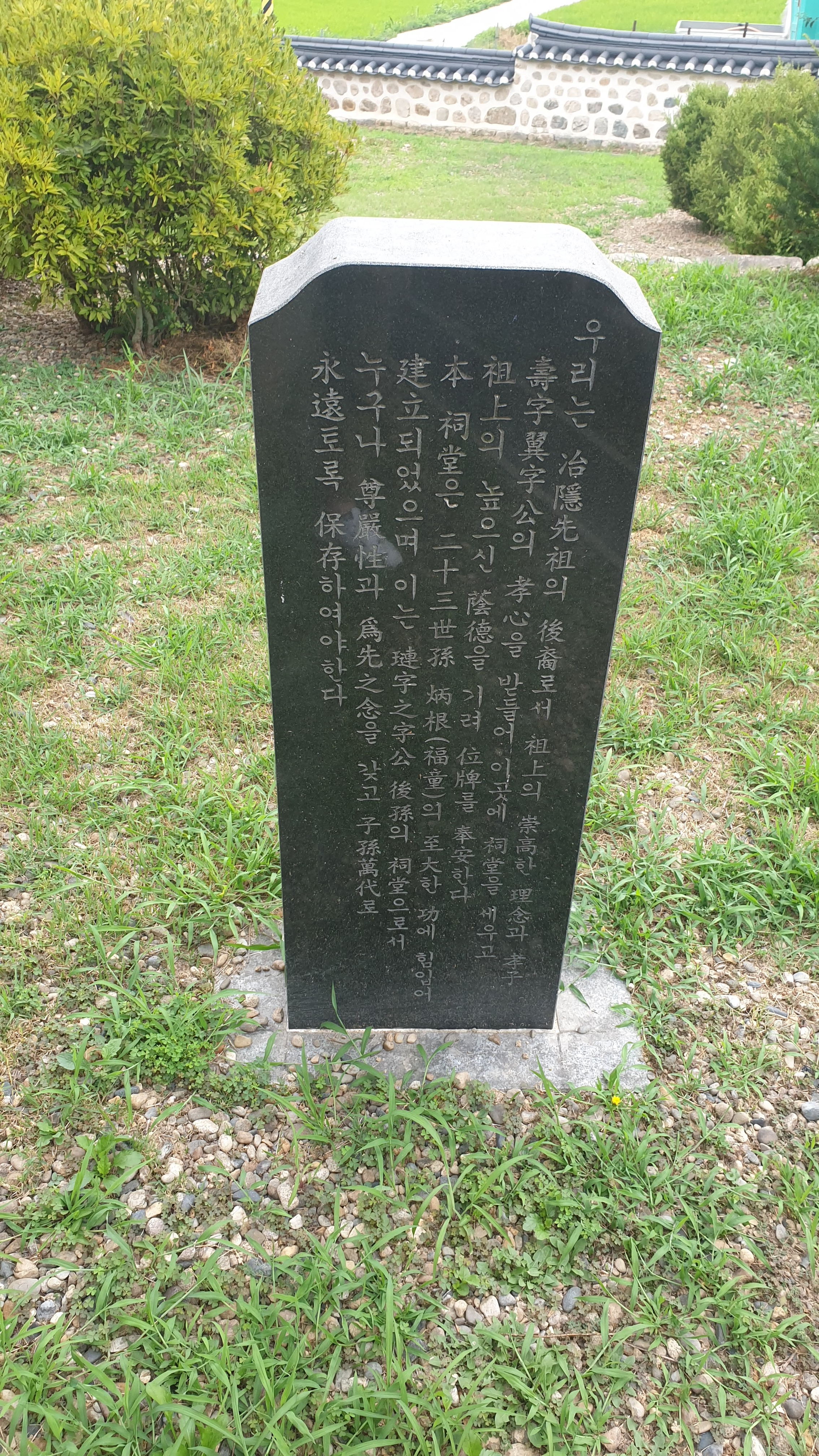
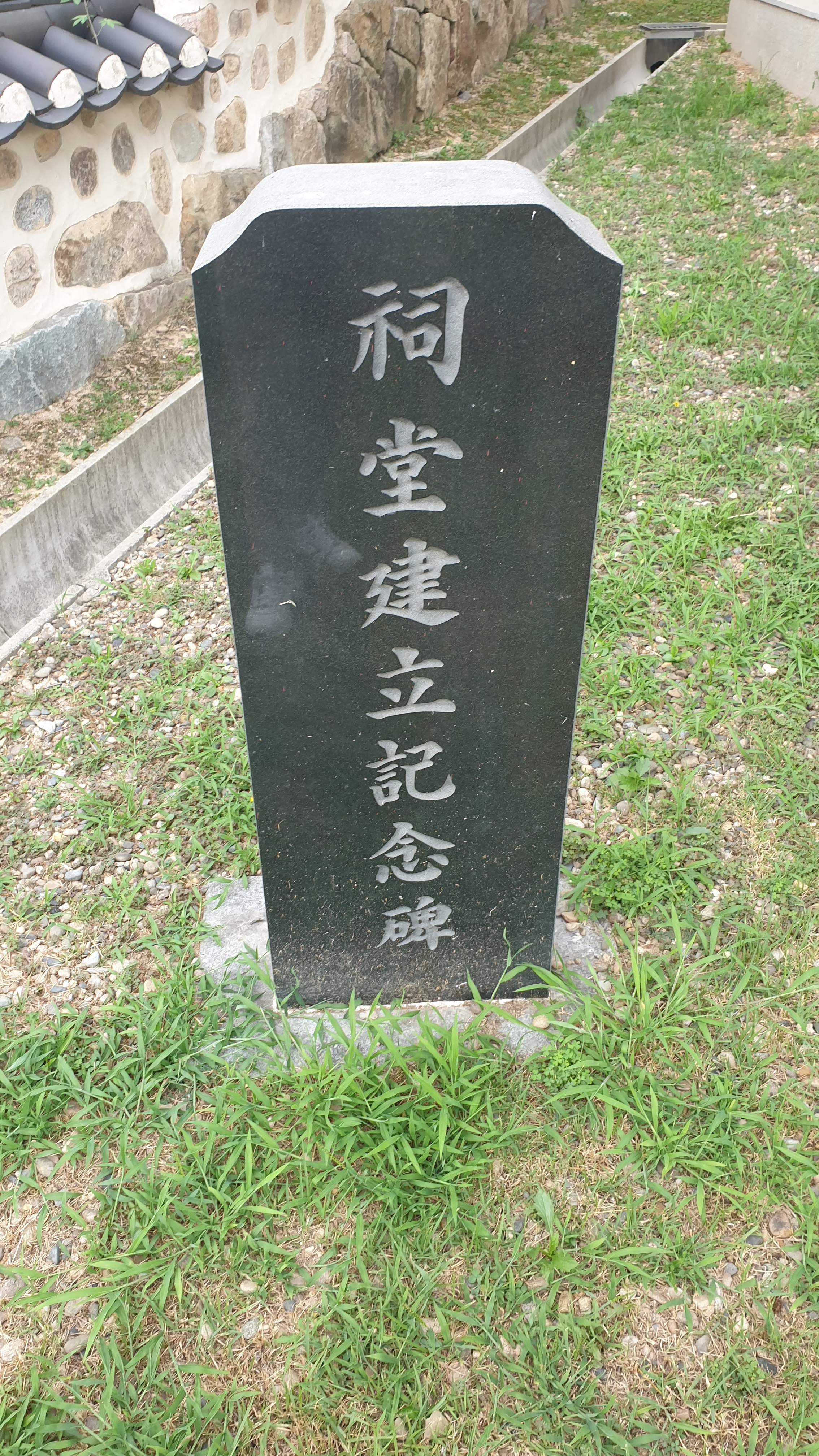
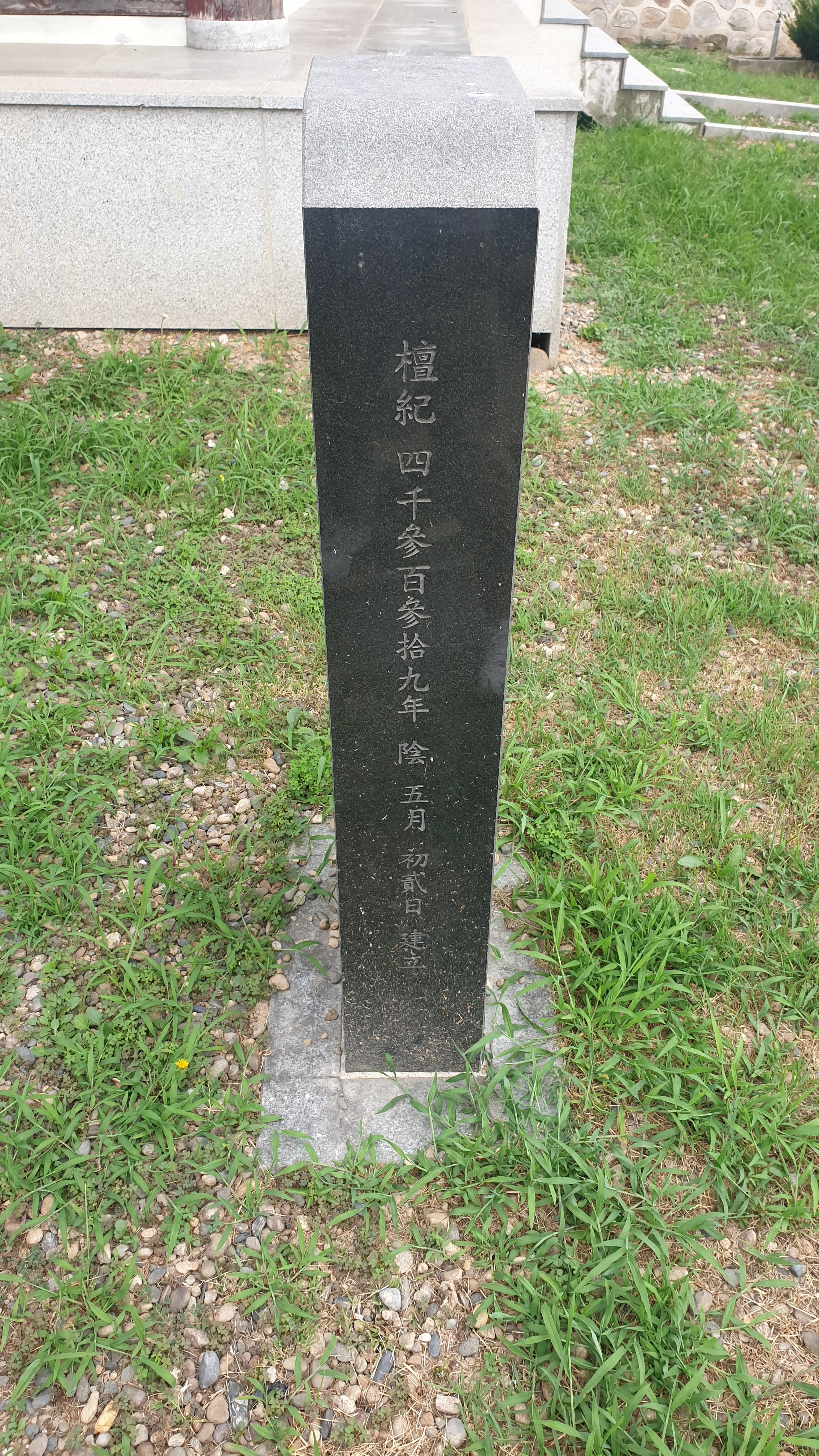
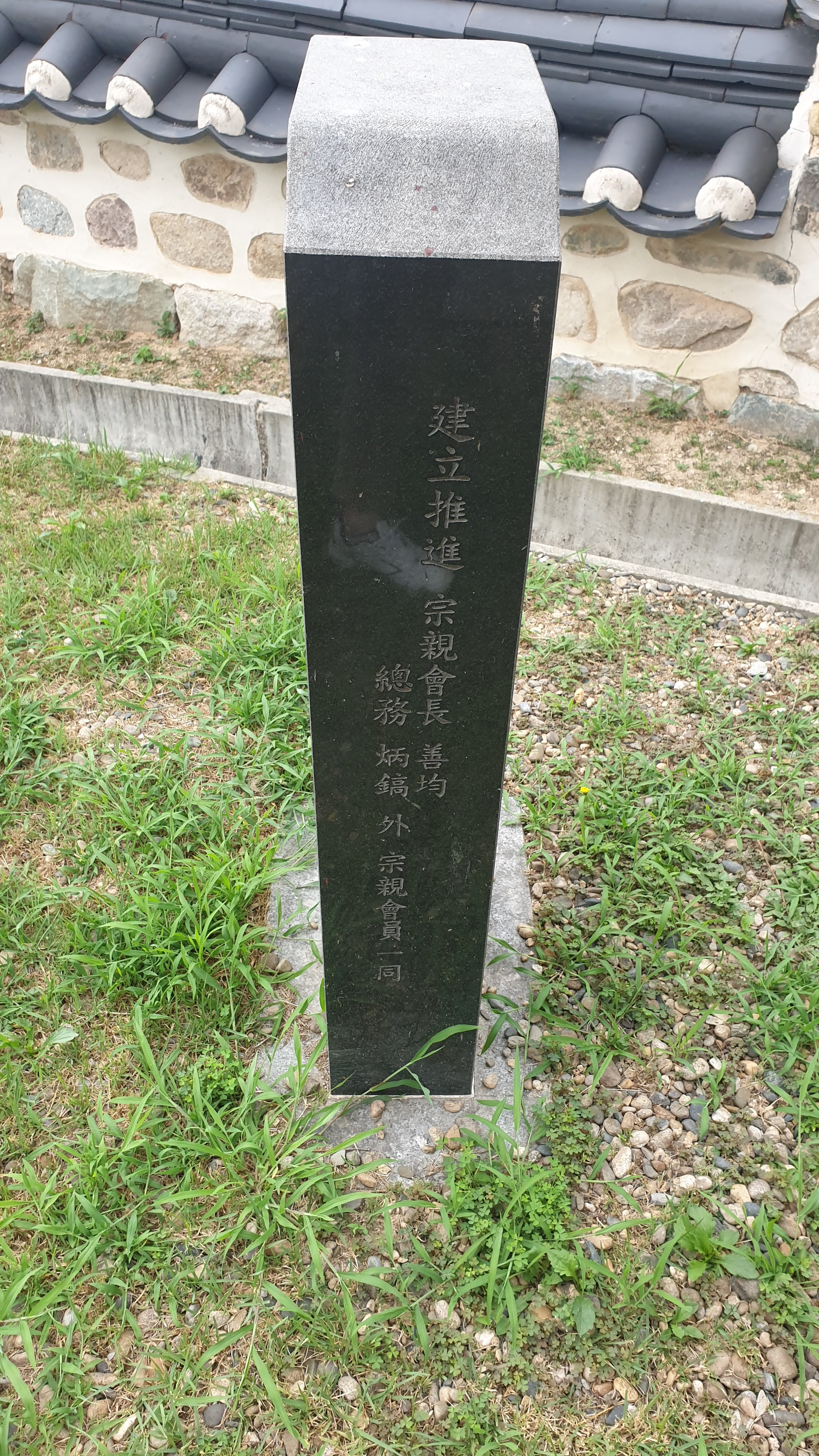
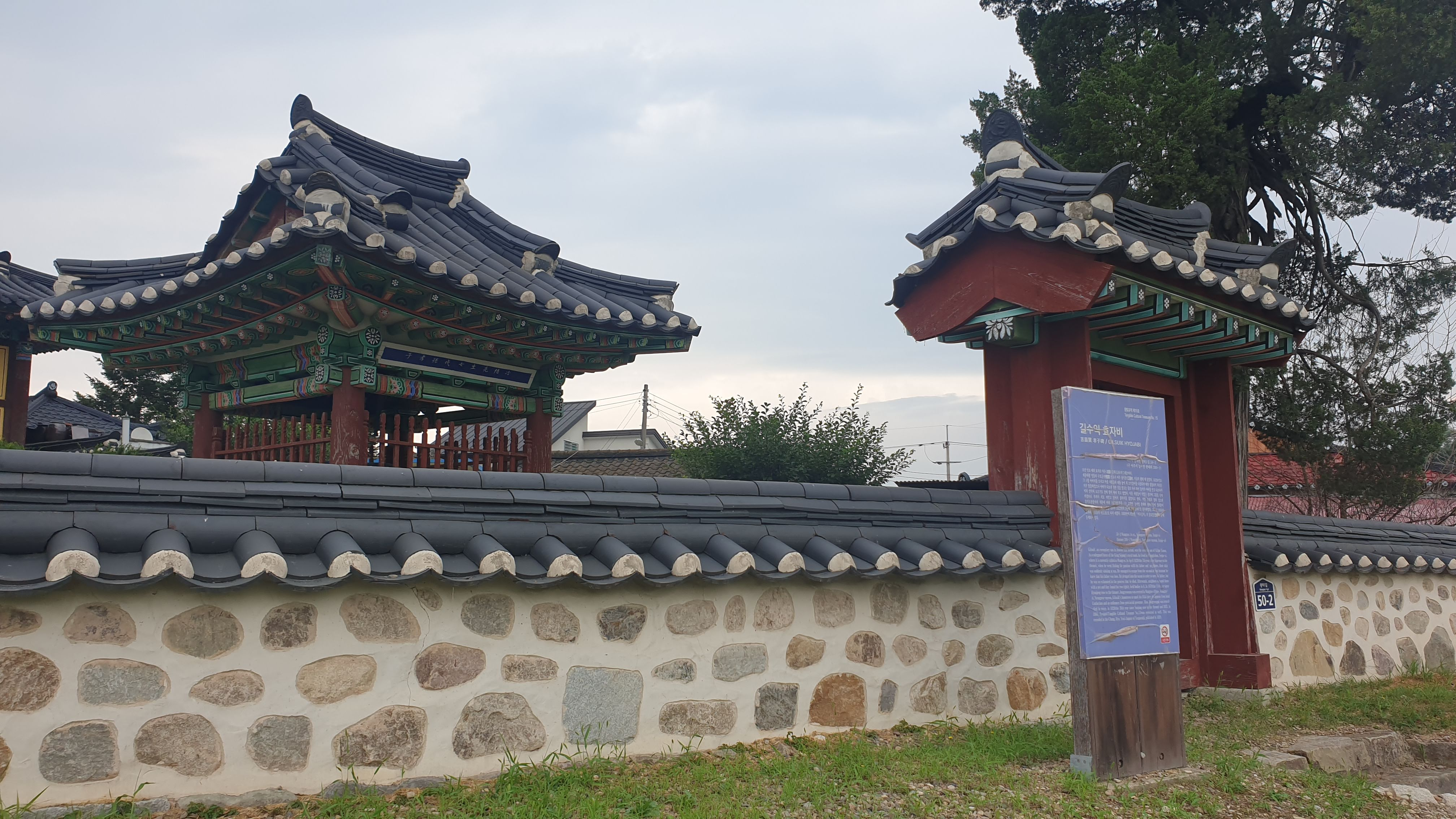